# The Hymnal 1982

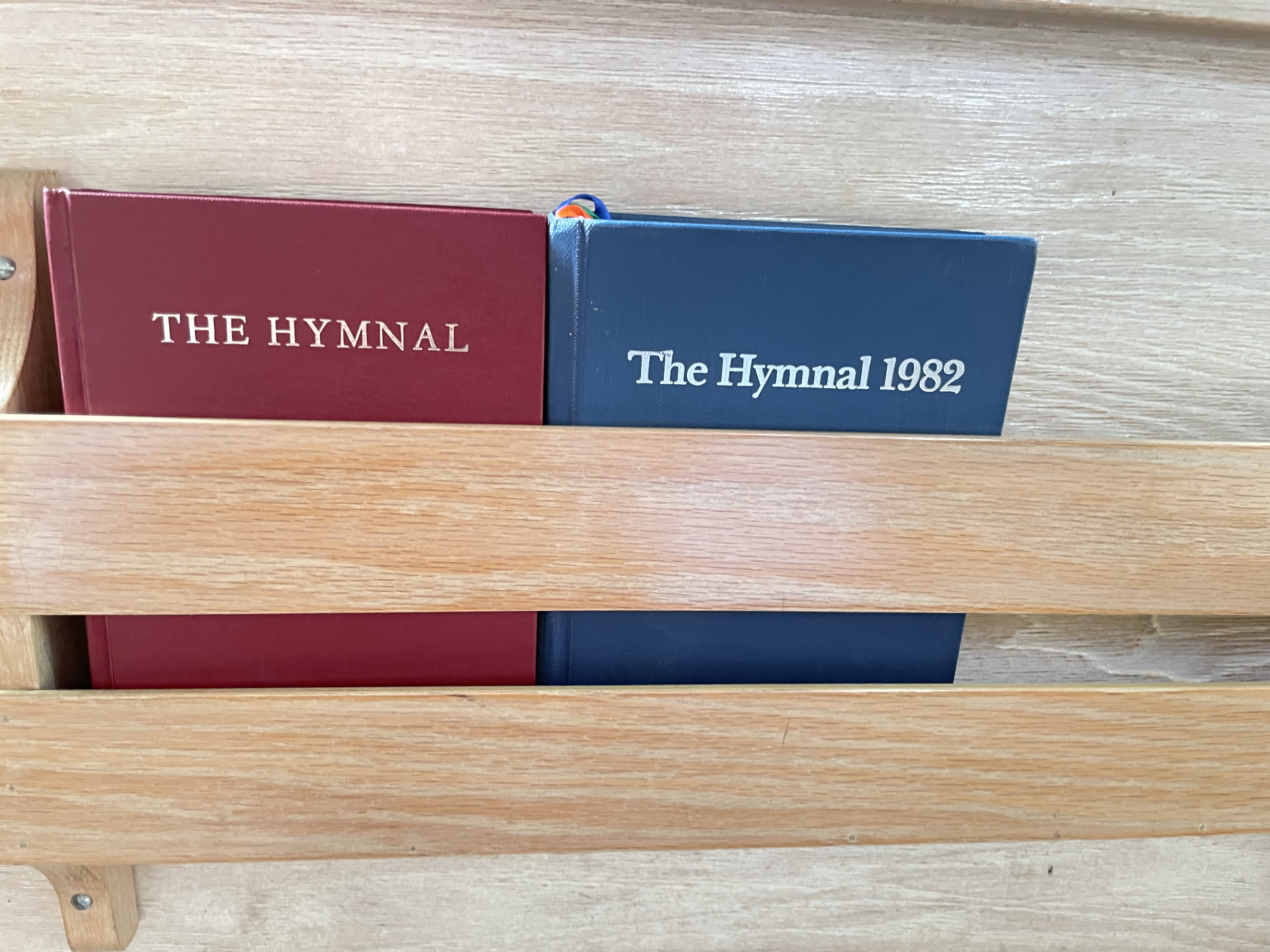
The Hymnal 1940 (à gauche) et The Hymnal 1982 sur un banc

The Hymnal 1982 est le principal recueil de cantiques de l'Église épiscopalienne des États-Unis. Il fait partie d'une série de sept recueils de cantiques officiels de l'Église épiscopalienne, comprenant The Hymnal 1940. Contrairement à de nombreux églises anglicanes (y compris l'Église d'Angleterre), l'Église épiscopalienne exige que les mots des cantiques proviennent de sources officiellement agréées, rendant les hymnaires officiels peut-être plus importants que leurs équivalents ailleurs. A l'origine, The Hymnal 1940 compilait les données de la Joint Commission on Church Music of the Episcopal Church (litt. Commission mixte sur la musique d'église de l'Église épiscopale), ayant été fondée en 1919. The Hymnal 1982 y a été ajouté, basé sur l'œuvre de la Joint Commission par la Standing Commission on Church Music (litt. Commission permanente de la musique d'église). The Hymnal 1982 contenait une grande étendue de musique de service ainsi qu'une section de chant, indispensable depuis l'apparition du Book of Common Prayer (1979). The Hymnal 1982 a été approuvé par les deux maisons de la Convention générale, l'instance dirigeante de l'Église épiscopalienne, en 1982. Il a été publié par The Church Pension Fund. 
En plus de la musique de service, The Hymnal 1982 possède 720 cantiques. Il est fortement inspiré du chant congréganiste, et s'oriente vers le multiculturalisme, comprenant huit cantiques basés sur le negro spiritual, deux cantiques basés sur des chants ghanéens, deux autres cantiques basés sur des hymnes chinois, deux cantiques basés sur des chants amérindiens, un cantique basé sur un chant hispano-américain, ainsi qu'un cantique réalisé par un compositeur mexicain.

## Usage dans d'autres pays
Puisque l'Église épiscopale des Philippines était une ancienne région missionnaire de l'Église épiscopalienne des États-Unis, la première garde toujours beaucoup du caractère de la seconde. L'Église épiscopale des Philippines a été reconnue anglicane le 1er mai 1990, et continue d'affirmer sa propre personnalité afin de se démarquer de l'Église épiscopalienne des États-Unis. L'Église épiscopale des Philippines utilise encore The Hymnal 1982 ainsi que The Hymnal 1940.

## Voir également
- Venance Fortunat